# Tasgius morsitans
Tasgius morsitans är en skalbaggsart som först beskrevs av Rossi 1790.  Tasgius morsitans ingår i släktet Tasgius, och familjen kortvingar. Arten är reproducerande i Sverige.